# Annkathrin Kammeyer
Annakatrin Kammeyer (Amburgo, 12 gennaio 1990) è una politica tedesca, componente del Partito Socialdemocratico di Germania e del Parlamento di Hamburg dal 7 marzo 2011.

## Biografia

### Infanzia e studi
Cresciuta in una famiglia di politici, Kammeyer fu interessata fin da piccola alla politica. Dopo gli esami finali alla Charlotte-Paulsen-Gymnasium, nel 2009 cominciò a studiare scienze politiche all'Università di Hamburg.

### Carriera politica
Nel 2006 aderì all'SPD, mettendosi a capo del gruppo degli Jusos.
A partire dal 2008 diventò membro del Parlamento di Hamburg e, nel 2011, si candidò nelle liste del partito SPD di questo stato, venendo eletta il 7 marzo 2011.